# سيرجي شيلباكوف
سيرجي شيلباكوف مواليد 18 سبتمبر 1956 في إيسيلكول، روسيا، هو دراج سابق. سبق أن شارك في دورة الألعاب الأولمبية الصيفية وفاز بميدالية أولمبية.

## الميداليات
| الميدالية | المسابقة                       |
| --------- | ------------------------------ |
| ذهبية     | الألعاب الأولمبية الصيفية 1980 |

## روابط خارجية
- سيرجي شيلباكوف على موقع أرشيف الدراجات (الإنجليزية)
- سيرجي شيلباكوف على موقع CycleBase (الإنجليزية)
- سيرجي شيلباكوف على موقع أوليمبيديا (الإنجليزية)